# Egmond aan den Hoef
Egmond aan den Hoef (nizozemska izgovorjava: [ˈɛxmɔnt aːn dən ˈɦuf]) je vas v Nizozemski provinci Severna Holandija. Spada pod občino Bergen, in leži okoli 7 km zahodno od Alkmaarja. Do leta 2001 je bil  Egmond aan den Hoef del občine Egmond.
Naselje je bilo prvič omenjeno v zgodovinskih virih iz leta 1167 kot Ekmunde, in pomeni "parcela zemljišča, ki pripada Egmondu". Ime se je na začetku nanašalo le na grad, vendar je kasneje poimenovalo tudi za nasellje okoli gradu.
V Egmond aan den Hoef so ostanki Gradu Egmond, rezidence Rodbine Egmond. Grad je bil najprej izgrajen v 11. stoletju, in je bil uničen okoli leta 1205. Potem je bil ponovno zgrajen in utrjen, ter ponovno uničen v 14. stoletju. Nato spet ponovno zgrajen. Leta 1573 so grad na ukaz Viljema Tihega porušili Geuzeni, pod vodstvom Diederika Sonoya. Ostanki so bili porušeni ob koncu 18. stoletja. V 30-tih letih dvajsetega stoletja so bile izkopane ostaline gradu.
Francoski filozof René Descartes, avtor Meditations on First Philosophy, je v letih 1643-44 živel v Egmond aan den Hoef, povsem blizu ostankov gradu, mnogo let potem pa je živel v sosednji vasi Egmond-Binnen.

## Znameniti prebivalci
- Viljem II., gospod Egmontski (ok.1230-1304)
- Janez I., gospod Egmontski (1310 - 1369)
- Arnold I., gospod Egmontski (1337 - 1409)
- Janez II., gospod Egmontski (1384 - 1451)
- Viljem IV., gospod Egmontski(1412 - 1483)
- Janez III. Egmontski, prvi grof Egmontski (1438 - 1516)
- Janez IV. Egmontski, drugi grof Egmontski (1499 - 1528)
- Isaac le Maire (1558-1624), ustanovitelj Nizozemske vzhodnoindijske družbe
- René Descartes (1596-1650)
- Nicolaes Witsen (1641-1717), župan Amsterdama
- Erwin Bowien (1899-1972), nemški slikar

## Galerija
- Pogled na Grad Egmond, avtor Claes Jacobsz van der Heck (1638), Rijksmuseum Amsterdam
- Pogled na Opatijo Egmond,  avtor Claes Jacobsz van der Heck (1638), Rijksmuseum Amsterdam
- Kapela ob gradu Egmond iz 13. – 17. stoletja
- Center vasi Egmond aan de Hoef
- Het Schaap Veronica avtor Frank Rosen. Kip v počastitev Wim Bijmoer, ilustratorja Annie M. G. Schmidtove pesmi o "Het Schaap Veronica".
- Wimmenumski mlin na veter, zgrajen leta 1774
- Hiše iz 17. stoletja ob cesti na grad (Slotweg)
- Polja tulipanov blizu Egmonda aan den Hoef
- Spomenik lokalnim žrtvam Druge svetovne vojne
- Koningshoef dvorec, zgrajen leta 1865, za katerega so uporabili ruševine cerkve